# 이케다역 (홋카이도)
도시베쓰역(일본어: 利別駅)은 일본 홋카이도 나카가와 군 이케다 정에 있는 홋카이도 여객철도의 역이다. 역 번호는 K36이며, 단선 · 섬식의 형태를 합친 복합 구조의 철도 역사이다.

## 역 주변
- 국도 제242호선
- 이케다 정청
- 호쿠요 은행 이케다 지점
- 도카치이케다 정 농업협동조합 (JA 도카치이케다 정) 이케다 지소

## 역사
- 1904년 12월 15일 : 개업.
- 1905년 4월 1일 : 관설 철도로 편입.
- 1987년 4월 1일 : 민영화에 의해, 홋카이도 여객철도로 이관.

## 인접 정차역
| 홋카이도 여객철도 네무로 본선 | 홋카이도 여객철도 네무로 본선 | 홋카이도 여객철도 네무로 본선 |
| ----------------------------- | ----------------------------- | ----------------------------- |
| K35 도시베쓰 신토쿠 방면      | 네무로 본선                   | 도후쓰 K37 구시로 방면        |